# Abbaye de Neresheim
L'abbaye de Neresheim, vouée à saint Ulric et à sainte Afre, est une abbaye bénédictine appartenant à la congrégation de Beuron, au sein de la confédération bénédictine. Elle se trouve à Neresheim dans le Bade-Wurtemberg (Allemagne).

## Histoire
L'abbaye a été fondée en 1096 comme maison des chanoines réguliers de saint Augustin par le comte Hartmann von Dillingen et son épouse Adélaïde, née von Kyburg. L'abbaye est passée aux bénédictins dix ans plus tard, et fait partie des abbayes qui adhèrent à la réforme de Hirsau, suivant le mouvement de Cluny. Lorsque la famille Dillingen s'éteint au XIIIe siècle, Neresheim devient la protégée de la maison des comtes d'Oettingen, jusqu'à sa sécularisation.
Une abbatiale romane est construite entre 1126 et 1190, le chœur est reconstruit entre 1568 et 1569, et l'église finalement est baroquisée en 1695.
L'église est entièrement reconstruite selon les plans de Balthasar Neumann entre 1747 et 1792 et est considérée comme un chef-d'œuvre de l'art baroque. Martin Knoller (un Tyrolien de Steinach) est l'auteur des fresques (1769-1775) et Thomas Schaidhauf l'auteur des stucs.
L'abbaye est confisquée après le recès d'Empire de 1803 et les moines dispersés. Elle passe à la famille princière Tour et Taxis. Ceux-ci font revenir les bénédictins en 1919, dont une partie avait été chassée par le gouvernement de la nouvelle Tchécoslovaquie de l'abbaye d'Emmaüs à Prague. Dès lors, elle fait partie de la célèbre congrégation de Beuron et retrouve son rang d'abbaye en 1921 sous l'abbatiat du T.R.P. Bernhard Durst (1921-1965).

## Aujourd'hui

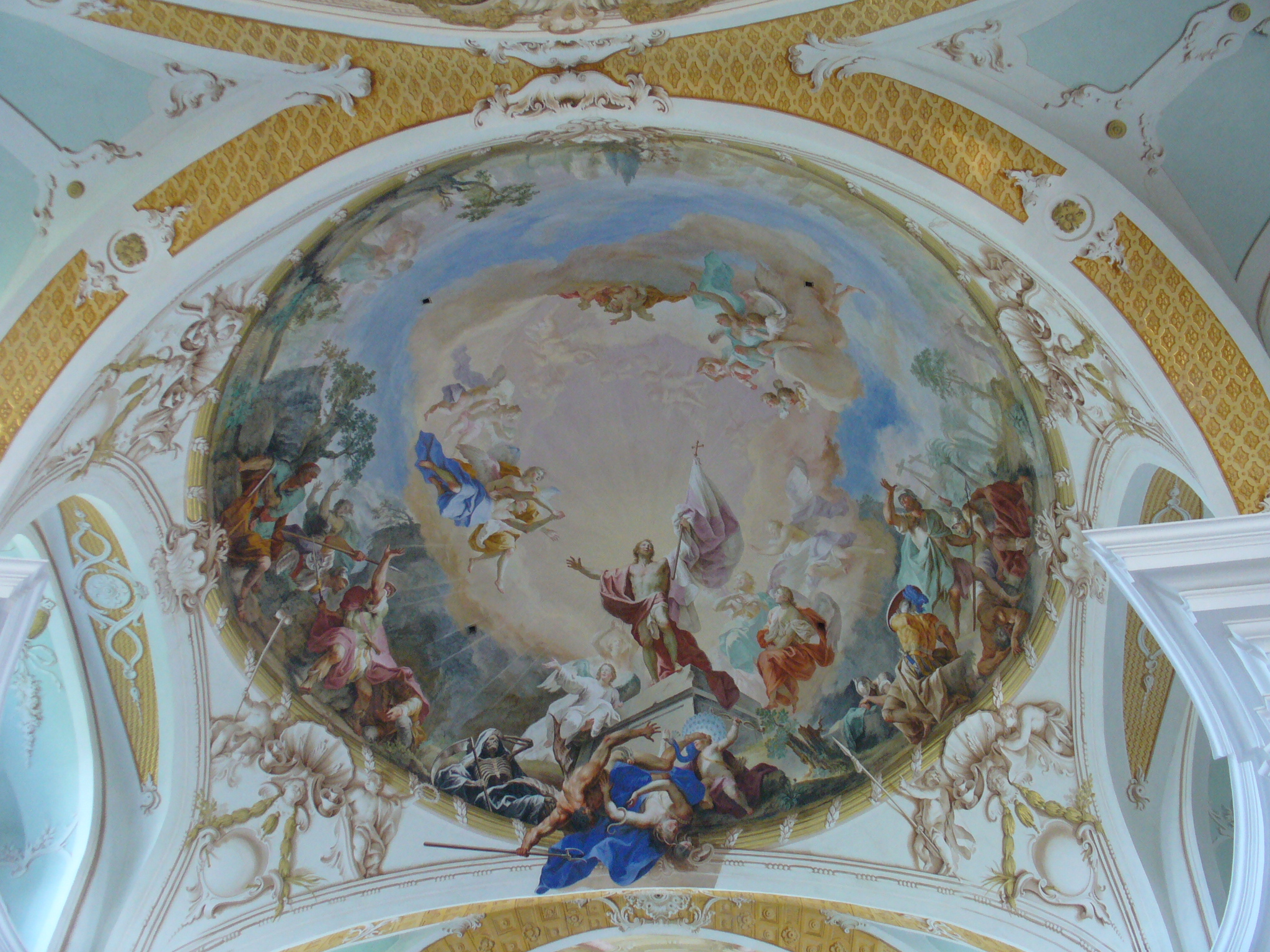
Fresque de la Résurrection

En octobre 2008, quatorze moines vivaient à l'abbaye se consacrant à l'hospitalité bénédictine traditionnelle pour des retraites, ainsi qu'à l'étude (Ora et labora), au service de Dieu et depuis 2004 à leur nouvelle école, avec manécanterie, le Knabenchor Abtei Neresheim, sous la direction du Père prieur Albert Knebel, osb.

## Abbés
- Bernhard Durst 1921-1965
- Johannes Kraus 1965-1977
- Norbert Stoffels 1977-

## Sources
- (de) Cet article est partiellement ou en totalité issu de l’article de Wikipédia en allemand intitulé « Abtei Neresheim » (voir la liste des auteurs).